# Ігор Неверлі
І́гор Миколайович Неве́рлі (пол. Igor Newerly, справжнє прізвище — Абрамов; 11 (24) березня 1903, хутір Звіринець біля Біловежі, Російська імперія, 19 жовтня 1987, Варшава, Польська Народна Республіка) — польський письменник, педагог і журналіст.

## Життєпис
Ігор Неверлі народився в російсько-чеській сім'ї Миколи Абрамова — капітана 8-го Естонського піхотного полку, й Віри-Терези. Її батько, Йозеф Неврлий, обіймав посаду великого ловчого при дворі російського імператора Миколи Другого.
З 1914 року Ігор проживав у Симбірську, де у 1920-му закінчив гімназію. У 1921–1923 роках вивчав юриспруденцію у Вищому інституті народної освіти імені Михайла Драгоманова (був виключений за погляди), а згодом — педагогіку на факультеті суспільних наук Вільного польського університету у Варшаві.
З 1918-го Неверлі був комсомолець, а у 1921-му разом із кількома приятелями вийшов із членів ВЛКСМ. Після заснування в Києві соціал-демократичного гуртка потрапив під арешт і був засланий до Одеси. 1924 року Ігор із другом надрукував листівки й розкинув їх біля одеської біржі праці, за що дістав кару — ще одне заслання. У Києві, на етапі до Соловецьких островів, він утік і невдовзі нелегально перейшов польсько-радянський кордон — через Горинь поблизу Острога. У 1925 залучився до прогресивної педагогічної діяльності, познайомившись із Янушем Корчаком. У 1926 році Неверлі став секретарем Корчака, а в 1932-му перейняв від нього посаду головного редактора часопису Mały Przegląd («Малий огляд»), яким керував до 1939 року. У той час секретаркою редакції була його дружина Барбара Абрамова-Неверлі (до шлюбу Ярецька), з якою він одружився 14 квітня 1931 року. Син від цього шлюбу — прозаїк і драматург Ярослав Абрамов-Неверлі.
1932 року Ігор Неверлі дебютував як публіцист під псевдонімом Єжи Абрамов.
У 1943-му, під час німецької окупації, його як польського підпільника заарештували гестапівці, й до кінця війни Неверлі був в'язнем концентраційних таборів — Майданека, Освенцима, Оранієнбурга i Берґен-Бельзена.
1945 року Неверлі знову залучається до громадської, педагогічної й журналістської діяльності — бере участь у Робітничому товаристві друзів дітей і працює редактором молодіжного часопису Świat Przygód («Світ пригод»).
У 1947-му він вступив у Польську соціалістичну партію, a в 1948–1966 роках належав до Польської об'єднаної робітничої партії. Допомагаючи дисидентам, яких переслідувала влада ПНР, Неверлі фіктивно найняв Яцека Куроня як свого особистого секретаря.
Після війни Ігор Неверлі відігравав велику роль у житті літературного середовища. Він опікувався Гуртом молодих письменників, з 1964-го дві каденції поспіль був головою Варшавської організації Спілки польських літераторів. У квітні 1964 року став одним із майже 600 підписантів Контрлиста польських літераторів — продиктованої тодішньою комуністичною владою відповіді на «Лист-34», у якому 34 польські письменники-дисиденти висловили протест проти цензури в ПНР.
З 1958 року й до кінця життя він проводив літні та осінні місяці в селі Згон, що у Вармінсько-Мазурському воєводстві. У хаті, яка належала йому й Зофії Лапіцькій, Неверлі написав «Узгір'я блакитного сну» та «Залишки після учти богів».

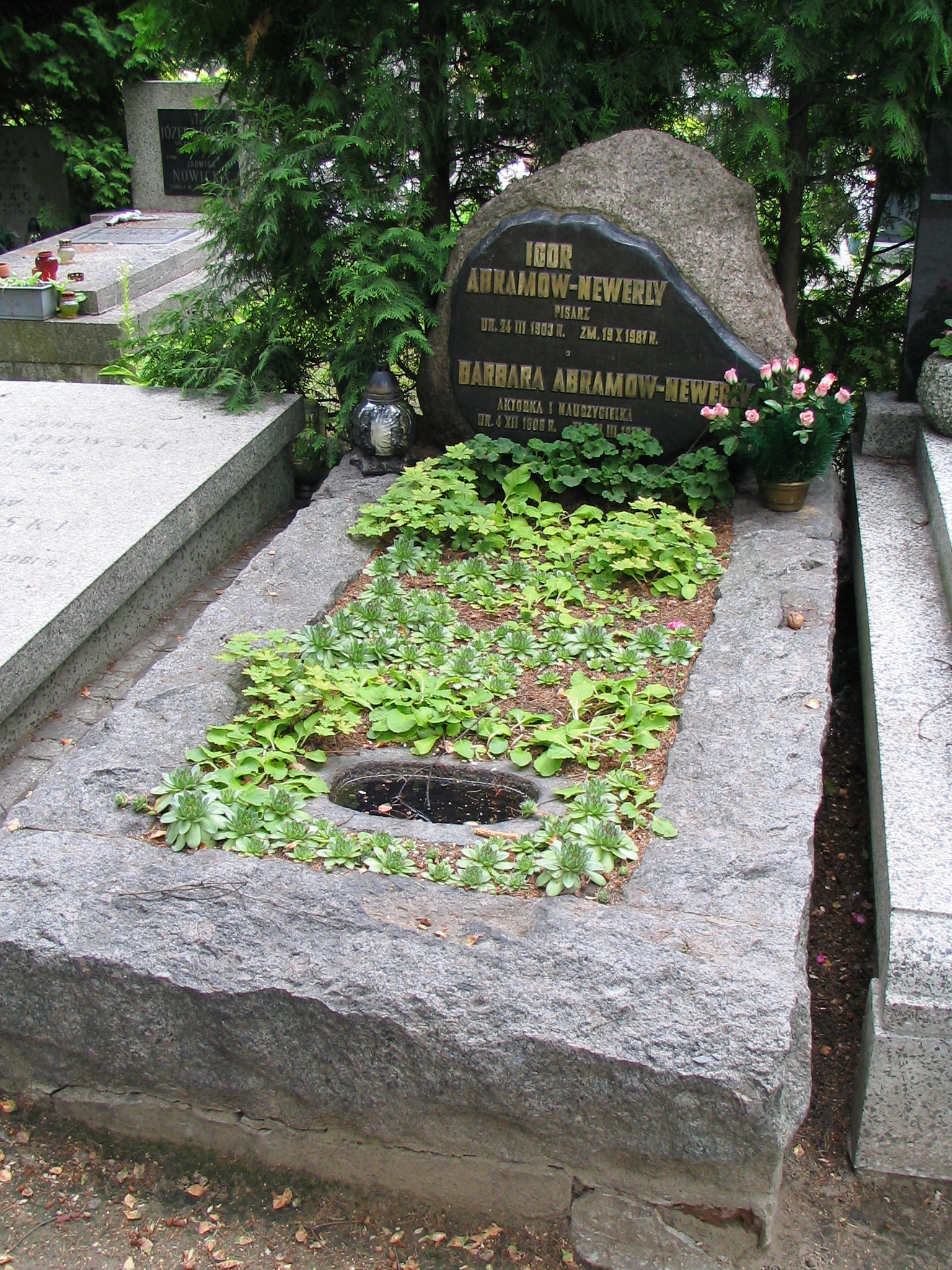
Могила Ігоря Неверлі та його дружини Барбари на Військовому кладовищі на Повонзках, що у Варшаві.

## Творчість
Літературну кар'єру Ігор Неверлі розпочав у 1948 році напівдокументальною повістю «Хлопчина з Сальських степів» про життя й пригоди лікаря Володимира Дергачова. Прообразом головного героя був ветеринар Володимир Дегтярьов, з яким автор повісті перебував у концтаборі. У повісті «Архіпелаг відроджених людей», що вийшла 1950-го, йдеться про соціалістичне виховання молоді. Роман «Пам'ятка з фабрики „Целюлоза“» (1952) розповідає про життя Щенсного — заробітчанина, що в міжвоєнний час став комуністом. На основі цього твору Єжи Кавалерович спільно з автором написали сценарії двох фільмів — «Целюлоза» і «Під фригійською зіркою». Екранізовано також оповідання Ігоря Неверлі «Кастелянка» (1983). 1960 року письменник опублікував пригодницький роман «Лісове море». Роман «Живі зв'язки» (1966) — це записані в художній формі мемуари про Януша Корчака. Твори Ігоря Неверлі перекладено багатьма мовами.

## Твори

### Проза
- 1948 Chłopiec z Salskich Stepów — «Хлопчина з Сальських степів»
- 1950 Archipelag ludzi odzyskanych — «Архіпелаг відроджених людей»
- 1952 Pamiątka z Celulozy — «Пам'ятка з фабрики „Целюлоза“»
- 1960 Leśne Morze — «Лісове море»
- 1966 Żywe wiązanie — «Живі зв'язки»
- 1978 Rozmowa w sadzie piątego sierpnia, Warszawa, Czytelnik — «Розмова в саду п'ятого серпня»
- 1985 Za Opiwardą, za siódmą rzeką…, Warszawa, Czytelnik, ISBN 83-07-01165-5 — «За Опівардою, за сьомою рікою»
- 1986 Wzgórze Błękitnego Snu, Warszawa, Czytelnik, ISBN 83-07-01369-0 — «Узгір'я блакитного сну»
- 1986 Zostało z uczty bogów, Paryż, Instytut Literacki, ISBN 2-7168-0085-5 (pierwsze wydanie) — «Залишки після учти богів»

### Кіно
- 1953 Celuloza — «Целюлоза» (сценарій, разом із Єжи Кавалеровичем)
- 1954 Pod gwiazdą frygijską — «Під фригійською зіркою» (сценарій, разом із Єжи Кавалеровичем)
- 1957 Król Maciuś I — «Король Мацюсь Перший» (сценарій, разом із Вандою Якубовською)
- 1983 Kasztelanka — «Кастелянка» (діалоги)

## Українські переклади
- «Пам'ятка з фабрики „Целюлоза“», К., Радянський письменник, 1954
- «Лісове море». К. Держлітвидав України, 1962
- «Хлопчина з Сальських степів», К., Дніпро, 1965. Пер. В. Западний

## Нагороди і відзнаки
- 1947 — Срібний Хрест Заслуги[4]
- 1950 — Державна премія III ступеня за повість «Архіпелаг відроджених людей»
- 1952 — Державна премія I ступеня за повість «Пам'ятка з фабрики „Целюлоза“»
- 1954 — Орден Прапора Праці I класу[5]
- 1955 — Медаль 10-ліття Польської Народної Республіки[6]
- 1959 — Командорський хрест Ордена Відродження Польщі[7]
- 1979 — Премія I ступеня голови Ради міністрів
- Звання «Праведник народів світу»[8]